# Фукс, Савелий Львович
Саве́лий Льво́вич Фукс (при рождении Савелий Лейбович Фукс, укр. Савелій Львович Фукс; 5 (17) марта 1890 или 4 марта 1900, Гродно, Российская империя — 3 декабря 1976, Харьков, Украинская ССР, СССР) — советский учёный-правовед, специалист в области земельного права и истории государства и права, доктор юридических наук (1947/48), профессор (1938). Лауреат Государственной премии Украинской ССР в области науки и техники (1981, посмертно).
В 1930-х годах являлся заместителем директора по научной и учебной работе Харьковского юридического института, во время немецкой оккупации Харькова работал в Московском, Алма-Атинском юридических институтах, а затем вернулся в родной ВУЗ, где до начала 1970-х годов возглавлял кафедру истории государства и права.
Среди подготовленных ним учёных-правоведов были профессора Л. Н. Маймескулов, З. А. Подопригора, А. И. Рогожин, И. П. Сафронова и Н. Н. Страхов.

## Биография

### Происхождение и начало научной деятельности
В источниках нет единства относительно его даты рождения. В изданном ещё при жизни С. Л. Фукса «Украинском советском энциклопедическом словаре» его датой рождения указано 4 марта 1900 года. В ряде посмертных источников, например, статье, написанной академиком АПрН Украины В. В. Сташисом для украинской «Юридической энциклопедии», статьях о С. Л. Фуксе в книгах «Професори Національного юридичного університету імені Ярослава Мудрого» и «Через півстоліття. Літопис випускників Харківського юридичного інституту 1963 року», говорится, что он родился 5 марта 1890 года. Академик АН Казахской ССР С. З. Зиманов в своей вступительной статье к монографии профессора Фукса также называет его датой рождения 1900 год. В одном источники сходятся, что местом его рождения был город Гродно, который ныне входит в состав Беларуси. Доктор юридических наук Шалман Тлепина указывала, что Фукс родился 21 февраля (5 марта) 1900 года в городе Гродно. При этом Тлепина отмечала, что по другим данным датой рождения Савелия Львовича считается — 5 (17) марта 1890 года.
Его родителями были служащие. По воспоминаниям самого Фукса он получал начальное образование в Гродненской гимназии, но вскоре после начала Первой мировой войны вместе в матерью и сестрой, оставив отца в Гродно, переехал в Полтаву. Отец будучи парализован, скончался в Гродно. Живя в Полтаве, он как единственный мужчина в семье начал её содержать зарабатывая на жизнь репетиторством. Совмещал работу с учёбой в 1-й Полтавской гимназии, которую окончил в 1917 году. В том же году Савелий Фукс согласно автобиографии поступил на юридический факультет Московского университета и отправился на учёбу в Москву, но из-за своего тяжёлого материального положения вернулся в Полтаву к семье. Вскоре после этого вместе с семьей переехал в Харьков, где также работал репетитором. Начиная с 1919 года Фукс работал в советских органах исполнительной власти. Сначала был агентом губернской продовольственной комиссии, а затем контролером в рабоче-крестьянской инспекции Харьковского военного округа.
Высшее образование получил на юридическом факультете Харьковского института народного хозяйства, который окончил в 1925 году. С 1926 по 1929 годы был аспирантом на кафедре проблем современного права юридического факультета. Одновременно с учёбой в аспирантуре работал в правовом отделении этого же ВУЗа на должности доцента. В 1930 году защитил квалификационную работу и стал научным сотрудником. До 1932 года работал на должности доцента (к тому моменту ВУЗ был реорганизован и правовое отделение стало Харьковским институтом советского строительства и права), а затем повышен до профессора. В 1937 году ВУЗ вновь был реорганизован и стал именоваться Харьковским юридическим институтом. В 1938—1939 годах Савелий Львович совмещал научно-педагогическую работу с административной, он занимал должность заместителя директора (проректора) вуза по учебной и научной части. В 1938 году ему также было присвоено учёное звание профессора. Участвовал в написании учебников по колхозному и земельному праву, которые были опубликованы перед началом Великой Отечественной войны.

### Работа в Казахстане и изучение обычное права казахов

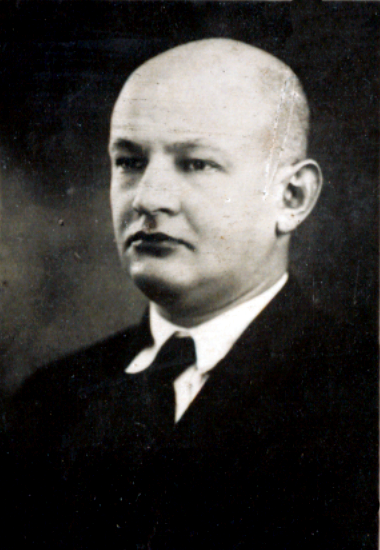
Савелий Фукс, 1937 год

После начала Великой Отечественной войны и немецкой оккупации Харькова Харьковский юридический институт приостановил свою работу, а часть профессорско-преподавательского состава была переведена в другие юридические ВУЗы СССР. Так, профессора Владимир Сливицкий и Савелий Фукс были направлены в Алма-Ату. Там функционировал временно объединённый юридический вуз, состоящий из эвакуированного Московского и Алма-Атинского юридические институты, в котором Фукс, до 1943 года, работал заместителем директора по учебной и научной работе, а затем стал заведующим кафедрой в Алма-Атинском юридическом институте. В 1944 году С. Л. Фукс был принят ВКП(б). Работая в Алма-Ате читал курс лекций по истории государства и права Казахстана.
После освобождения Харькова 23 августа 1943 года работа Харьковский юридический институт возобновил свою работу. Савелий Фукс также вернулся в Харьков из эвакуации и, по разным данным, в 1943 либо в 1944 году занял должности профессора и заведующего кафедрой истории государства и права. В 1946 году он защитил диссертацию на соискание учёной степени кандидата юридических наук по теме «Империя Чингиз-хана».
Ещё в период своей работы в Казахстане Фукс занялся исследованием истории его государства и права. После окончания войны и своего возвращения в Харьков он не продолжил своё исследование и написал монографию по этой теме «Очерки истории государства и права казахов XVIII—первой половины XIX века». По воспоминаниям, Зиманова эта монография в 1948 году «с большим успехом» была защищена на Учёном совете Института государства и права Академии наук СССР. При этом, согласно данным коллег Фукса по вузу его докторская диссертация по теме «Очерки истории государства и права казахов в XVIII и первой половине XIX в.» была защищена в 1948 году во Всесоюзном институте юридических наук Министерства юстиции СССР. Однако, по утверждению В. В. Сташиса степень доктора юридических наук была присуждена Фуксу ещё в 1947 году.
Однако, докторская диссертация Фукса так и не вошла в научный оборот. Так, в 1981 году академик Зиманов писал о том, обязательный экземпляр докторской диссертации Фукса не сохранился в Ленинской библиотеке. Диссертация профессора Фукса была обнаружена лишь в 2003 году Шолпан Тлепиной в архиве Институте законодательства и сравнительного правоведения. На найденной диссертации была отметка о том, что она пребывала в специальном хранилище книг, что свидетельствовало о невозможности ознакомления с ней для читателей без спецдопуска. По мнению профессоров Сергея Ударцева и Нурлана Дулатбекова мотивом помещения исследования в спецхран могло стать то, что Фукс рассматривал период нахождения земель современного Казахстана в составе Российской империи как колониальный и старался не использовать положения марксистской теории в работе.
В последующие три года исследуя историю государства и права Казахстана Савелий Львович опубликовал несколько научных статей посвящённых этой теме. А начале 1970-х годов Фукс несколько раз встречался с работавшим в Казахской ССР Салыком Зимановым, с которым обсуждал возможности публикации своей монографии по истории обычного права казахов. Идея издания этой монографии была поддержана членом-корреспондентом АН СССР Виктором Чхиквадзе. По воспоминаниям самого Зиманова, тогда «по разным причинам» работу издать не удалось. Уже после смерти профессора Фукса, в конце 1970-х годов академик АН Украинской ССР Владимир Корецкий вновь предложил Зиманову издать монографию Фукса. В итоге, часть рукописи Фукса (две главы первые из четырёх глав не были напечатаны) была опубликована в Алма-Ате в 1981 году под редакцией Слыка Зиманова.

### Дальнейшая работа в Харькове
В 1955 году кафедра, которой руководил Фукс, была объединена с кафедрой теории государства и права, и следующие девять лет он был заведующим объединённой кафедрой. Сам Савелий Львович, в этот период занимался исследованием истории государства и права СССР, чему и посвятил ряд своих статей, учебных пособий и монографий. В конце 1950-х — начале 1960-х годов он вместе с учёными своей кафедры А. И. Рогожиным и И. П. Сафроновой совместно написали треть фундаментальной монографии «История государства и права Украинской ССР (1917—1960 гг.)». Он также участвовал в написании статей для энциклопедических изданий. Он был автором восемнадцати статей для «Украинской советской энциклопедии», также участвовал в написании статей для четырёхтомной «Советской энциклопедии истории Украины», изданной в 1969—1972 годах. В 1972 году под его редакцией был издан учебник по истории государства и права СССР.
Профессор Фукс являлся основателем научной школы исследования и преподавания истории государства и права Украины в Харьковском юридическом институте. Будучи заведующим и профессором кафедры, он также занимался подготовкой учёных-правоведов: под его научным руководством защитили свои кандидатские диссертации З. А. Подопригора (1950), А. И. Рогожин (1950)), Р. С. Гимпелович (1951), И. П. Сафронова (1952), И. А. Греков (1954)), Н. Н. Страхов (1956), Л. Н. Маймескулов (1964), В. Г. Розумный (1970), А. В. Мищенко (1971) и С. И. Пирогова (1975). Также он выступал в качестве официального оппонента на защите кандидатских диссертаций у П. Т. Полежая (1953) и И. С. Дрейслера (1954).
По разным данным, до 1970 либо до 1971 года оставался заведующим кафедрой истории государства и права, а затем вплоть до своей смерти работал на ней же профессором. Савелий Львович Фукс скончался 3 декабря 1976 года в Харькове, где и был похоронен.
Он принимал участие в написании монографии «История государства и права Украинской ССР», которая была издана 1976 году, за что он, в 1981 году посмертно был удостоен Государственной премии Украинской ССР о области науки и техники. В 1981 и в 2006 годах была опубликована его монография «Обычное право казахов в XVIII — первой половины XIX в.», над которой он долгое время работал.

## Личность
Советский и украинский партийный и политический деятель Г. К. Крючков, характеризовал своих институтских наставников, которые для него были примерами для подражания, в число которых входил и Савелий Львович, как принципиальных людей, которые не поддавались конъюнктуре, а жили по закону и по совести.
Ректор Национального юридического университета имени Ярослава Мудрого (до 1991 года — Харьковский юридический институт) В. Я. Таций вспоминая о своих студенческих годах, упоминал и профессора Фукса. Таций характеризовал Фукса как требовательного человека, которого боялись студенты. Говоря о внешнем облике Фукса он отмечал, что в нём «чувствовались незаурядный ум и интеллигентность с едва уловимыми барскими замашками, которые, наверное, передаются таким людям на генетическом уровне». Также Таций вспоминал, что в институте ходил слух о том, что до Октябрьской революции Фукс учился за пределами Российской империи.

## Научная деятельность

## Награды
Указом Президиума Верховного Совета Украинской ССР от 8 февраля 1946 профессора Харьковского юридического института С. И. Вильнянский, В. М. Гордон и С. Л. Фукс «за заслуги в области юридических наук» были удостоены Почётных грамот Президиума Верховного Совета УССР.
За изданную в 1976 году монографию «История государства и права Украинской ССР» в 1981 году её авторы — Фукс С. Л., Терлецкий В. М., Бурчак Ф. Г., Рогожин А. И., Потарикина Л. Л., Мрига В. В., Бражников В. Е., Таранов А. П., Бабий Б. М. и Павловский Р. С. были удостоены Государственной премии Украинской ССР в области науки и техники.
Кроме того был награждён медалью «За доблестный труд в Великой Отечественной войне 1941—1945 гг.» и орденом «Знак Почёта».